# Metachroma maculipenne
Metachroma maculipenne är en skalbaggsart som beskrevs av Schwarz 1878. Metachroma maculipenne ingår i släktet Metachroma och familjen bladbaggar. Inga underarter finns listade i Catalogue of Life.